# Orangutan sumatrzański
Orangutan sumatrzański (Pongo abelii) – gatunek ssaka naczelnego z podrodziny orangowatych (Ponginae) w obrębie rodziny człowiekowatych (Hominidae). Endemiczny dla Sumatry. Mniejszy niż orangutan borneański.

## Zasięg występowania
Orangutan sumatrzański występuje endemicznie w północno-zachodniej Sumatrze (Aceh i Sumatra Północna), na północny zachód od jeziora Toba.

## Taksonomia
Gatunek po raz pierwszy naukowo opisał w 1827 roku francuski zoolog René Lesson nadając mu nazwę Pongo abelii. Holotyp pochodził z Sumatry, w Indonezji. 
W przeszłości orangutana sumatrzańskiego uznawano za podgatunek w obrębie Pongo pygmaeus. Obecnie uznaje się je za odrębne gatunki. Wśród obecnie żyjących wielkich małp orangutany są najmniej spokrewnione z człowiekiem. Dane molekularne i morfologiczne potwierdziły niedawno istnienie trzeciego gatunku należącego do rodzaju Pongo, P. tapanuliensis, który pierwotnie uważano za populację P. abelii. Dane molekularne wykazują, że P. tapanuliensis jest taksonem siostrzanym w stosunku do P. pygmaeus a nie do P. abelii, który oddzielił się od pozostałych dwóch gatunków około 3,97 milionów lat temu. Istnieją także krzyżówki międzygatunkowe. Autorzy Illustrated Checklist of the Mammals of the World uznają ten takson za gatunek monotypowy. 

### Etymologia
- Pongo: nazwa mpongi oznaczająca w bantu (Kongo) dużą małpę człekokształtną; Lacépède użył tej nazwy na określenie orangutana[12]; Palmer sugeruje również, że jest to rodzima nazwa z Borneo[13].
- abelii: dr Clarke Abel (1780–1826), brytyjski lekarz i przyrodnik[14].

## Morfologia
Długość ciała (bez ogona) samic 68–84 cm, samców 94–99 cm; masa ciała samic 30–45 kg, samców bez kryzy 30–65 kg, samców z kryzą 60–85 kg. W przeciwieństwie do Pongo pygmaeus ma na twarzy długie włosy.

## Tryb życia
Orangutan sumatrzański prowadzi częściowo samotny tryb życia, w przypadku spotkania szukających pokarmu zwierząt - w 20% napotyka się więcej niż jednego osobnika. Tym samym struktura społeczna orangutanów różni się znacząco chociażby od żyjących w stadach szympansów. Być może odpowiada za to specyfika środowiska, w którym jeden osobnik potrzebuje dużej powierzchni, by się wyżywić.
Odnotowano też różnice w zachowaniu zwierząt zamieszkujących różne tereny, nie wydaje się jednak, by wynikały one z różnic w środowiskach. Mogą one stanowić pewnego rodzaju kulturę.

### Cykl życiowy
Samiec osiąga dojrzałość płciową w wieku 15 lat, samica natomiast już w wieku 8 lat.

### Osobowość
Osobowość orangutanów mierzy się za pomocą Orangutan Personality Questionnaire (OPQ).

## Zagrożenia i ochrona
Liczebność tego gatunku ulega spadkowi, przez ostatnie 75 lat wyniósł on ponad 80%. W 2016 r. ich populację szacowano na 13.846 osobników zamieszkujących na obszarze 16.775 km², z czego 82,5% na terenie prowincji Aceh. W latach 1985–2007 obszar występowania gatunku zmniejszył się o 60%. Orangutan sumatrzański jest gatunkiem krytycznie zagrożonym wyginięciem.